# Mãe & Cia
Mãe & Cia é um programa de televisão brasileiro, que vai ao ar todas as terças-feiras às 21h30 h na GNT sob o comando de Diana Bouth. A ideia é atrair mulheres das classes A e B, com idades entre 25 e 34 anos.
O programa aborda as relações entre pais e filhos, filhos e o mundo, e todos os géneros de relacionamentos e circunstâncias que envolvem as crianças, este é um programa dedicado a todos os pais.

## Episódios
- Linguagem do bebês
- Gravidez
- Beleza na gravidez
- Cuidados no pós-parto
- Chocolate
- Yoga e hidroginástica
- Dia das mães
- Prematuros
- Desvendando a ultra
- Os primeiros dentinhos
- Alergias
- Mãe depois dos 40 anos
- Animais de estimação